# Kostel Panny Marie (Broumov)
Římskokatolický kostel Panny Marie zvaný „Pod lipami“ nebo také „U naší milé paní” je hřbitovní kostel na broumovském městském hřbitově a jedna z nejstarších dochovaných dřevěných staveb v Čechách (nejstarší dřevěná sakrální stavba).[zdroj?] Nachází se v okrese Náchod v Královéhradeckém kraji.

## Dějiny
Podle pověsti byl kostel založen v roce 1177 (tedy krátce po založení obce v roce 1171). Byl údajně postaven jakousi pohanskou šlechtičnou, která na tomto místě přijala křest. Šlechtična rovněž měla věnovat kostelu svou perlovou čelenku, která je dnes uložena v městském muzeu.[zdroj?]
První písemná zmínka o kostele je z roku 1383, kdy je označován jako „starý farní kostel“ nebo „český kostel“. Samotná stavba je z roku 1449, přestavovaná v 16. století a roku 1811.
Ve dnech 17. až 20. června 1421 oblehla husitská vojska pod vedením Čeňka z Vartemberka a Hynka Krušiny z Lichtenburka Broumov. Vlastní město nedobyli ale vyplenili jeho předměstí. Přitom byl vážně poškozen nebo zničen i kostel Panny Marie. V literatuře jsou uváděny domněnky, že kostel nebyl zničen zcela, protože strop kostela je z doby předhusitské. Současné práce tuto domněnku vyvracejí.
Po požáru v roce 1449 proběhla oprava kostela do podoby, v jaké je znám dnes. Jako rok dokončení se uvádí rok 1450, pro toto vročení ale nejsou známy žádné důkazy. V roce 1550 byla obnovena věžička poté, co ji strhl vítr. Další oprava věžičky proběhla v roce 1811. V polovině 18. století byla nad kněžiště vestavěna zvonice, která ale nepřevyšuje hřeben střechy. Současně byl zbudován nový oltář a za ním zřízena sakristie.
Ochoz byl původně uzavřen prkennými stěnami. Ochoz nechal opravit opat Sartorius na konci 17. století.  V době války o bavorské dědictví byla ale na rozkaz pruského generála Heinricha Wilhelma von Anhalt v roce 1779 prkna stržena. Od té doby je ochoz na všech stranách otevřený.
V roce 2008 byl kostel prohlášen národní kulturní památkou.

## Kostel

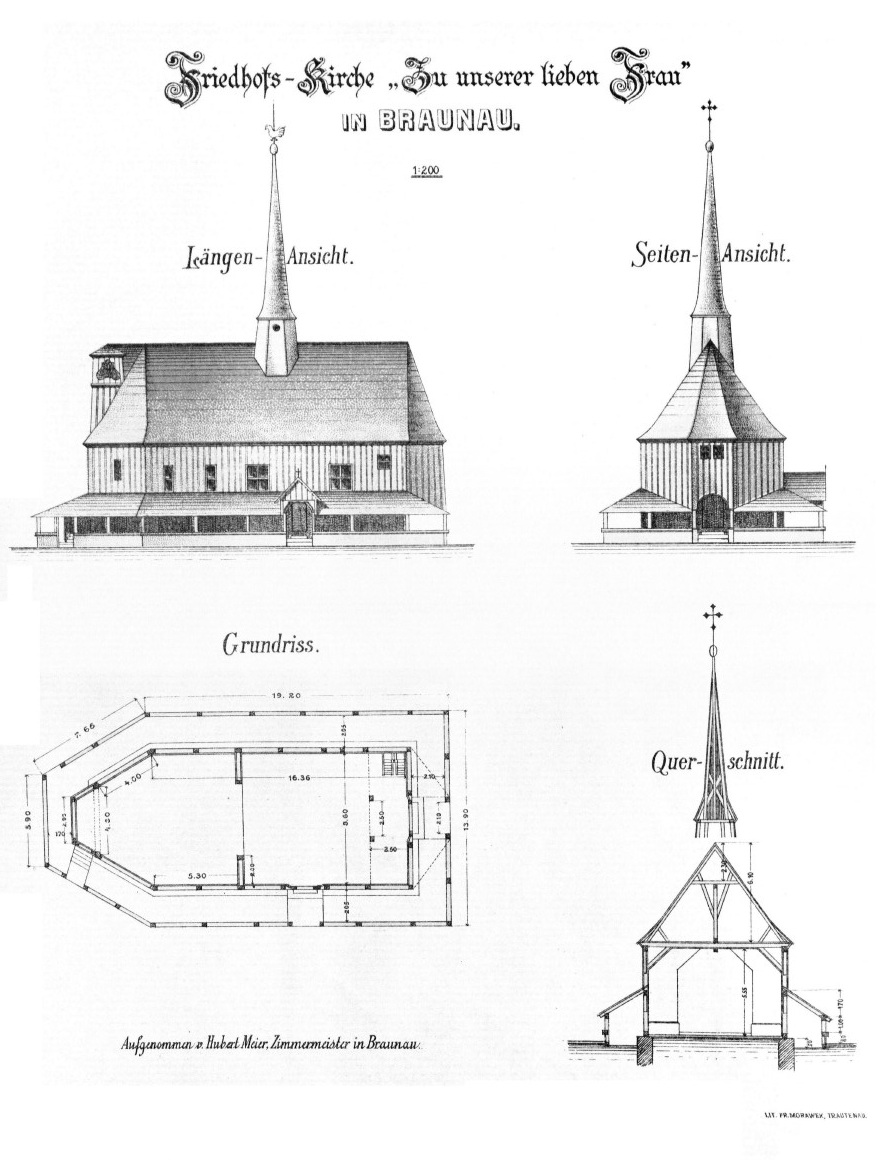
Hřbitovní kostel Panny Marie v Broumově, Pohled severní, pohled západní, půdorys, příčný řez, 1:200

Kostel je jednolodní orientovaná stavba. Na kamenné podezdívce a prahu z dubových trámů stojí hrázděná dubová konstrukce, pobitá zevnitř i zvenčí prkny. Okolo celého kostela je otevřený ochoz, krytý pultovou střechou. Kostel měl původně dva vstupy, jeden na západní a druhý na severní straně. Během úpravy v 18. století byl zřízen i třetí vstup do nově vzniklé sakristie. Oba původní vstupy mají portály s gotickou profilací. Vnitřní prostor je rozdělen na loď, kněžiště s trojbokým závěrem a sakristii. Na západní straně lodi je kruchta. Strop je trámový, pobitý rovněž prkny.

## Interiér

### Nástropní malby

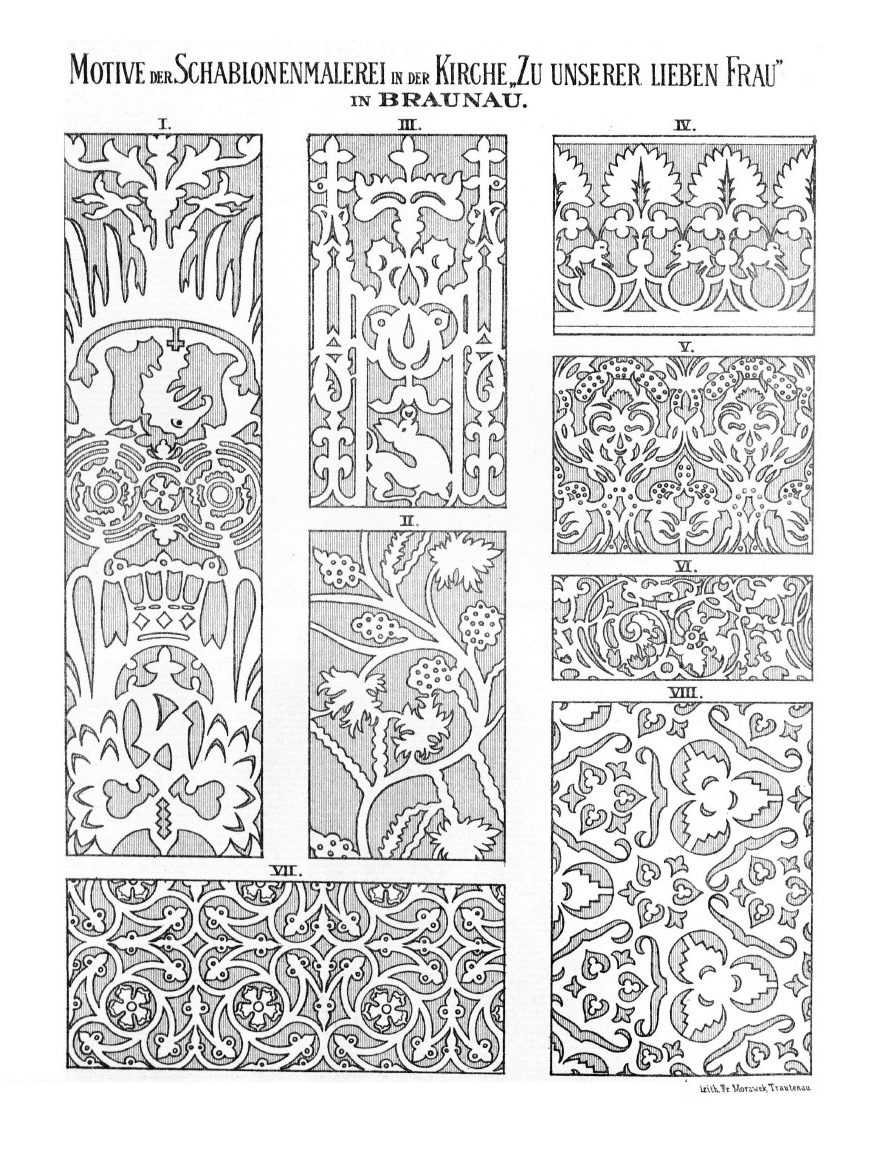
Motivy šablonových maleb v kostele Panny Marie v Broumově.

Prkna stropu jsou ozdobena šablonovou výmalbou. Jde o bílé motivy na červenohnědém podkladu, otisky provedené temperovou barvou. Motivy jsou rostlinné, lovecké (zajíc, jelen), heraldické (gryf, slezská orlice s  písmenem S) a dále texty gotickou frakturou.
Starší autoři považovali tuto výzdobu za předhusitskou a odvozovali z toho, že původní kostel nebyl v roce 1421 zcela zničen. Novější autoři datují tuto výzdobu  do  období obnovení kostela po roce 1450. Je zde značná podobnost s výzdobou dřevěných kostelů v jižním Polsku (například kostel svatého Michala Archanděla v Dębnie Podhalańském). Hanna Pieńkowska odvozuje tento druh výzdoby od italských textilních vzorů.. Tomáš Edel dokazoval na příkladech gotického nábytku (skříně, truhly), že i v Čechách byla v 15. století tato dekorace běžná. Podobná výzdoba stěn je pozdější.

### Oltáře
- Na pozdně barokním hlavním oltáři z poloviny 18. století je výklenek s rámem neseným dvěma barokními anděly. Ve výklenku stojí novodobá sériová kopie Panny Marie Lurdské z konce 19. století. Bývala tam poutní soška Panny Marie (Mater Amabilis Braunae - Milostná matka broumovská), korunované dvěma anděly, pozdně gotická dřevořezba z přelomu 15. a 16. století, která byl z této "kapličky pod lipami" v 19. století přenesena do klášterního kostela sv. Vojtěcha, kde je k vidění dosud.[7] Dochovalo se její grafické vyobrazení od Jana Kleinerta.[8] Na predelle oltáře je reliéf s kolovým křížem svatého Benedikta (Crux sancti patris Benedicti), řádový znak benediktinů, kteří kostel spravovali.
- Boční oltář nalevo (na evangelní straně) dal postavit broumovský primas Nikolaus Schlögel v roce 1696 původně jako oltář svaté Anny. Dnes je zasvěcen svatému Josefu.
- Boční oltář napravo (na epištolní straně) je zasvěcen svatému Janu Nepomuckému. Původní oltář podle znaku a iniciál na něm dochovaném nechal postavit broumovský primas Jakob Matthes Köppel von Capellen (zemřel 1678).

Oba oltáře byly přestavěny do dnešní podoby v období rokoka.

### Obrazy
Obraz Panny Marie (olejomalba 109 x 260 cm) dal namalovat opat Wolfgang Selender v roce 1609. V horní části obrazu je Panna Marie s Nejsvětější trojicí a devíti anděli, kteří nesou nástroje Kristova umučení. Ve střední části jsou patroni země České (svatí: Václav, Ivan, Vít, Zikmund, Ludmila, Vojtěch, Cyril a Metoděj, Prokop, pět bratří. V dolní části obrazu je pak nejstarší známé vyobrazení města Broumova, zachycující původní stav středověké klášterní pevnosti.
Epitaf Heinricha Maxima Fabricia, jeho ženy Dorothey rozené Clamtin a jejich dětí z roku 1665. Olejomalba malíře Damsmana. V horní části je korunování Panny Marie, v dolní části je pak zpodobněn donátor s rodinou.

### Ochoz kostela
- Devět dřevěných desek, na kterých jsou kronikářské záznamy z let 1542-1847, většinou o požárech (1549, 1757 atd.) a dalších pohromách (například kobylky 1542, sražení kostelní věžičky vichrem 1550, povodeň 1570, mor 1582, 1586, 1632, vojenský vpád pruského vojska 1779, rekvizice 1810, cholera 1847); 2 jsou vystaveny v městském muzeu. Nejmladší deska z konce 19. století připomíná vystěhování několika desítek broumovských rodin do Chile v letech 1871–1874.
- Ve zdech jsou vsazeny renesanční a empírové náhrobky ze zrušených hrobů. Další renesanční a empírové náhrobky se nacházejí na přilehlém hřbitově.

Cenné umělecké předměty z výzdoby kostela jsou dnes z bezpečnostních důvodů umístěny v broumovském klášteře. V některých případech jsou nahrazeny kopiemi nebo reprodukcemi. 

## Galerie

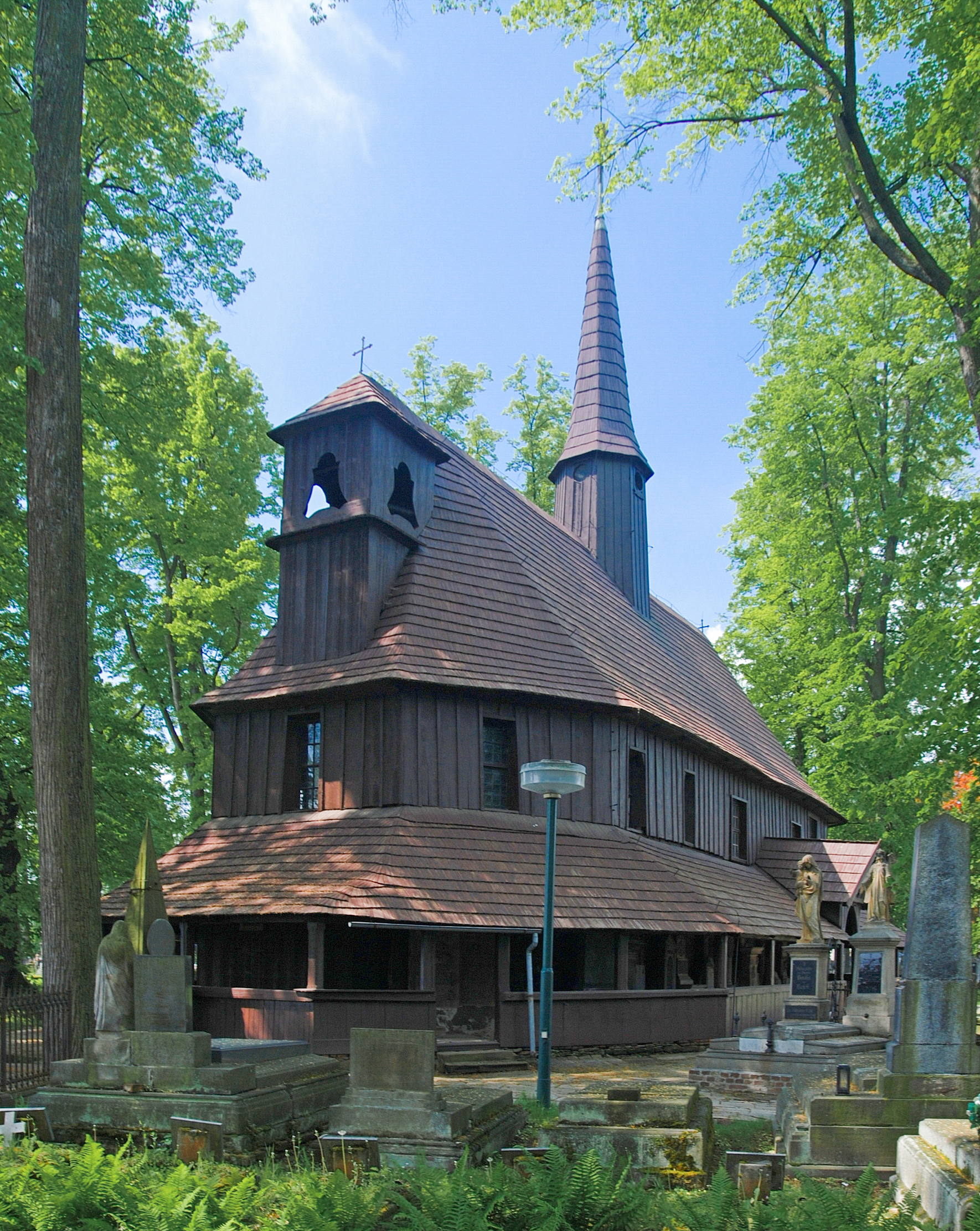
Kostel Panny Marie pod lipami
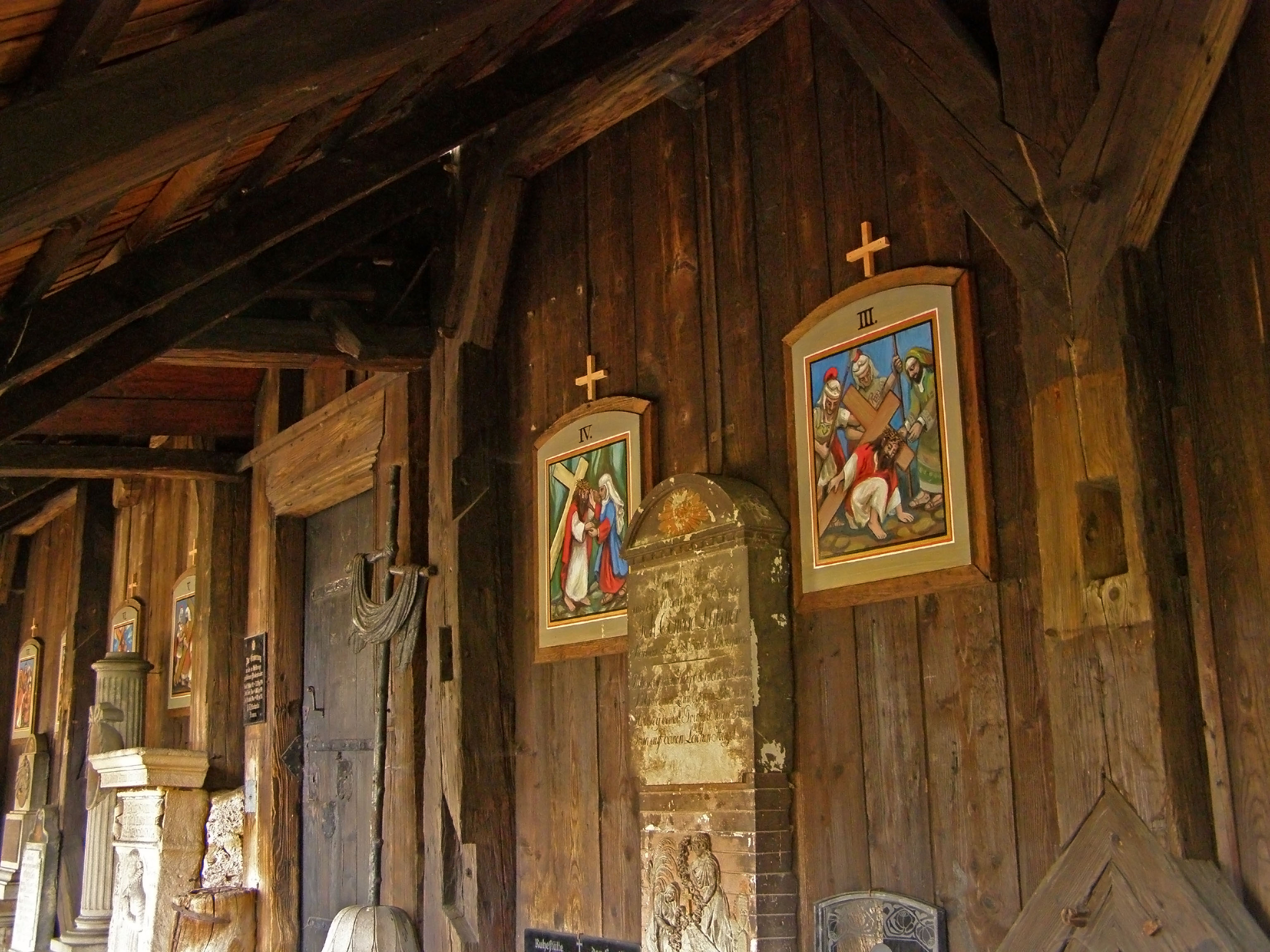
Ochoz kostela
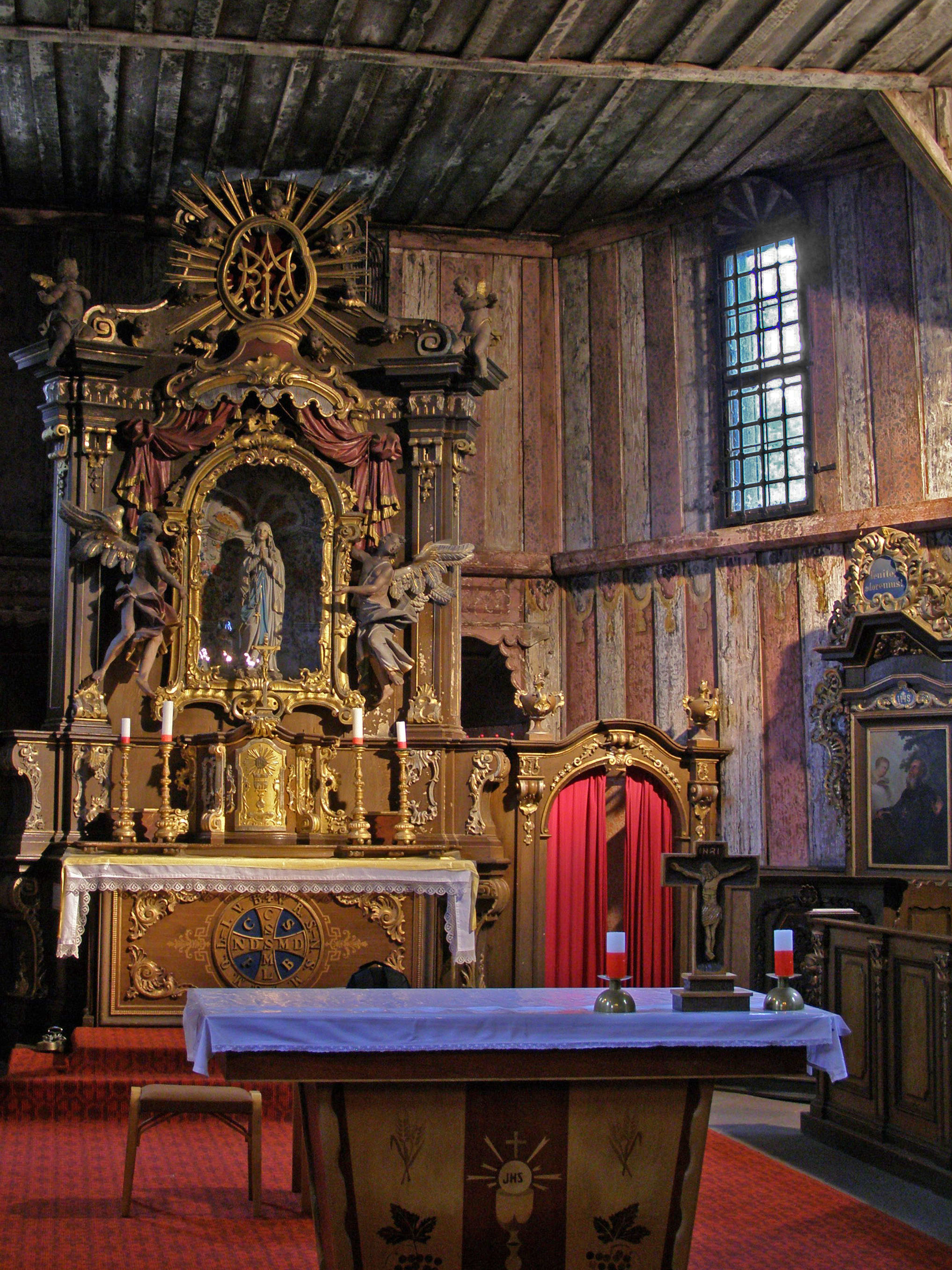
Interiér kostela
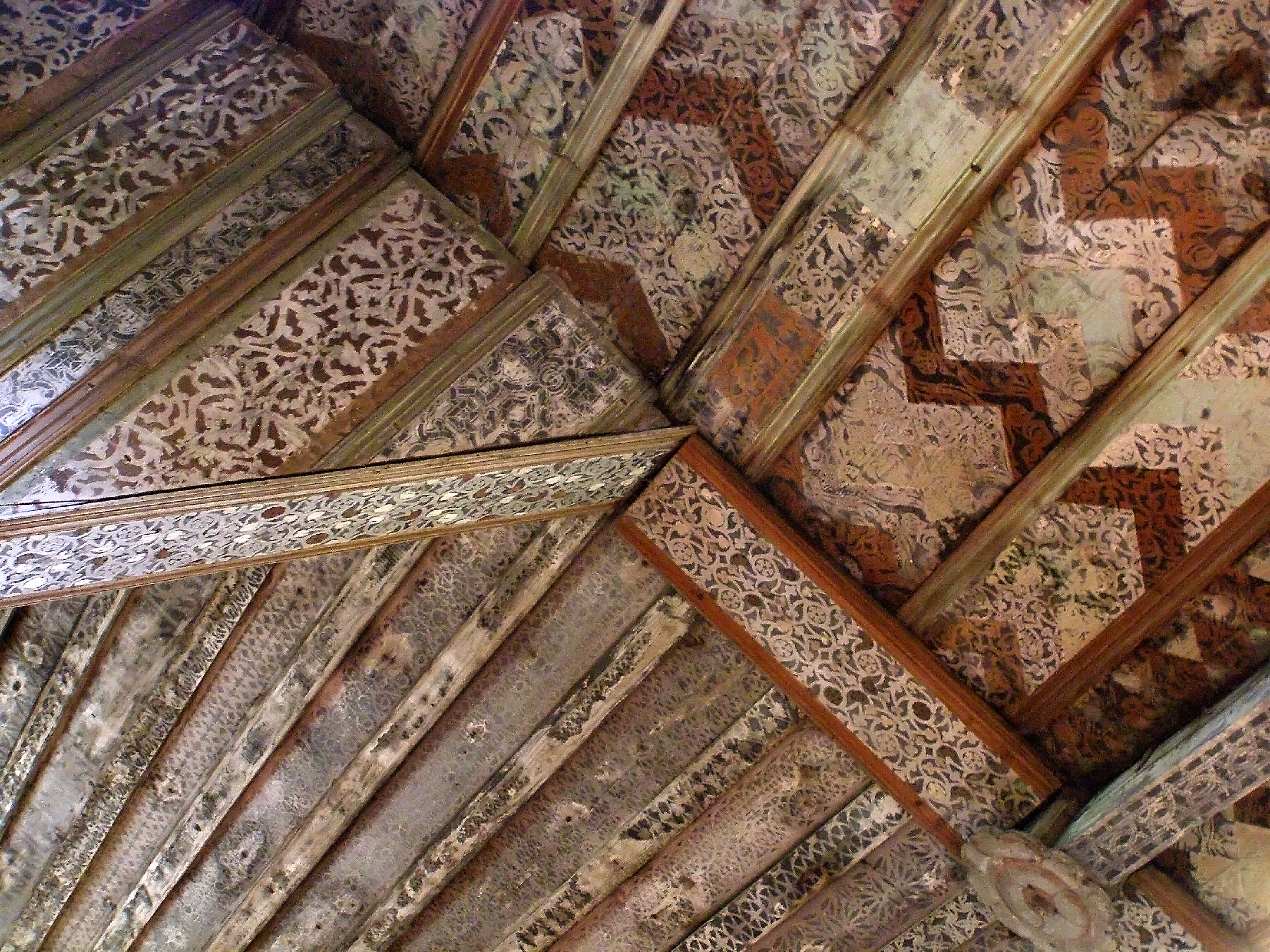
Detail výzdoby stropu